# تپه قلعه گیو
تپه قلعه گیو مربوط به دوران‌های تاریخی پس از اسلام است و در شهرستان خوسف، روستای گیو واقع شده و این اثر در تاریخ ۲۳ شهریور ۱۳۸۲ با شمارهٔ ثبت ۱۰۲۰۱ به‌عنوان یکی از آثار ملی ایران به ثبت رسیده است.